# غاراتشيكو
غاراشيكو هي بلدية وبلدة تقع على الساحل الشمالي لجزيرة تينيريفي، على بُعد حوالي 52 كيلومترًا غرب العاصمة سانتا كروز دي تينيريفي، و50 كيلومترًا من مطار تينيريفي الشمالي، و67 كيلومترًا من مطار تينيريفي الجنوبي. تقع البلدة أسفل منحدر يبلغ ارتفاعه أكثر من 500 متر (حوالي 1500 قدم).
تأسست مدينة غاراشيكو وميناؤها على يد المصرفي الجنوي اليهودي كريستوبال دي بونتي بعد غزو جزيرة تينيريفي في عام 1496.
يُعد ثوران 5 مايو 1706، الذي نشأ من منطقة الصدع الشمالي الغربي، من أبرز الأحداث في تاريخ البلدة. فقبل هذا الحدث، كانت غاراشيكو ميناءً هامًا لتصدير نبيذ مالفازيا ومنتجات محلية أخرى. لكن الثوران، الذي استمر عدة أسابيع، أدى إلى تدفق الحمم البركانية نحو الخليج القديم، مما دمّر النشاط الاقتصادي الحيوي للبلدة. وقد تضررت البلدة نفسها جزئيًا.
(على عكس الرواية الشائعة في أدبيات السياحة، التي تقول إن البلدة دُمّرت بالكامل باستثناء الكنيسة التي لجأ إليها السكان، وهي رواية لا تستند إلى أدلة موثقة).
دأبت غاراشيكو دائمًا على العناية ببيئتها والحفاظ على تنوع مظاهرها الثقافية. ولهذه الأسباب، منحها الحكومة الإسبانية وسام الميدالية الذهبية للفنون الجميلة، وقد قُدّمت الجائزة رسميًا في عام 1980 من قِبل جلالة الملك.

## الديموغرافيا
بلغ عدد سكان بلدية غاراتشيكو 5.327 نسمة عام 2011 (وفقاً للمعهد الوطني للإحصاء الإسباني).
| 5.728 | 5.499 | 5.742 | 5.682 | 5.446 | 5.416 | 5.327 |

## توأمة
لغاراتشيكو اتفاقيات توأمة مع:
- لاس بالماس دي غران كناريا